# 에듀케이션 시티 스타디움
에듀케이션 시티 스타디움은 카타르 알라이얀에 있는 축구 경기장으로, 2022년 FIFA 월드컵의 개최를 위해 45,350석 규모로 건설되었다. 경기장의 모양은 톱니 모양의 다이아몬드 형태다. 2016년 착공해서 2020년에 완공되었으며, 카타르 파운데이션의 에듀케이션시티에 있는 여러 대학들의 중앙에 있다. 월드컵 폐막 후에는 25,000석 규모로 줄여서 주변 대학 팀들이 사용할 예정이다.
대한민국의 2022년 FIFA 월드컵 H조 조별리그 3경기가 모두 에듀케이션 시티에서 열렸으며, 대한민국은 포르투갈을 꺾고 16강을 확정한 후 스타디움 974에서 월드컵을 마감했다.
조규성은 이 경기장에서만 통산 3득점을 올렸다. 2022년 FIFA 월드컵 조별리그에서 대한민국 및 아시아 선수 최초의 월드컵 멀티 골을 기록했고, 2023년 AFC 아시안컵 16강전에서도 헤더로 득점했다.

## 갤러리

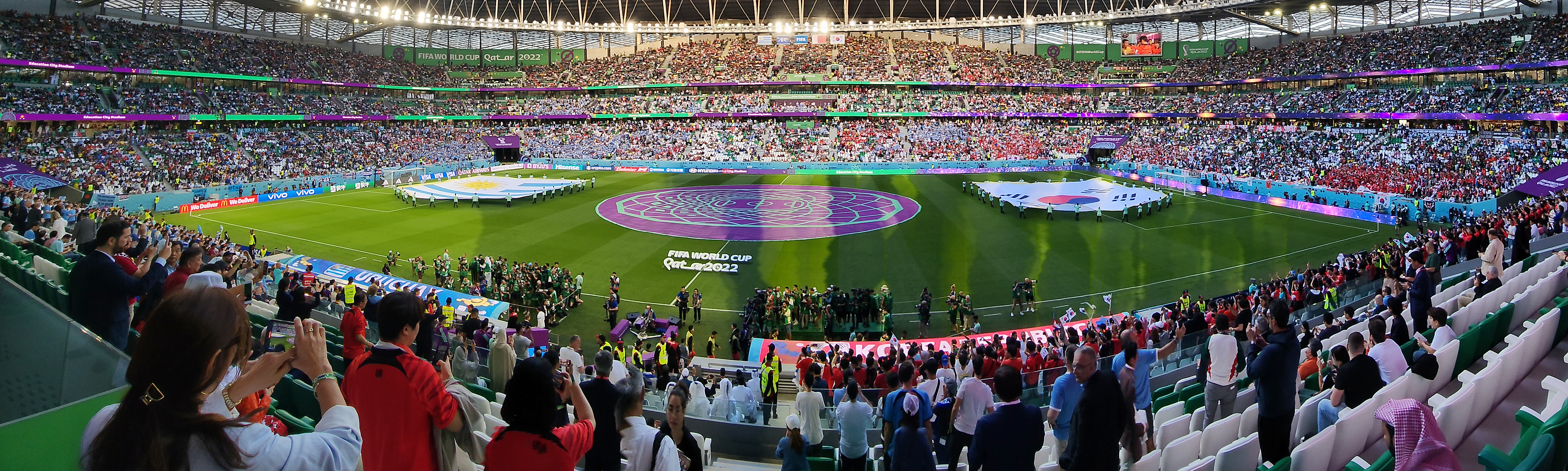
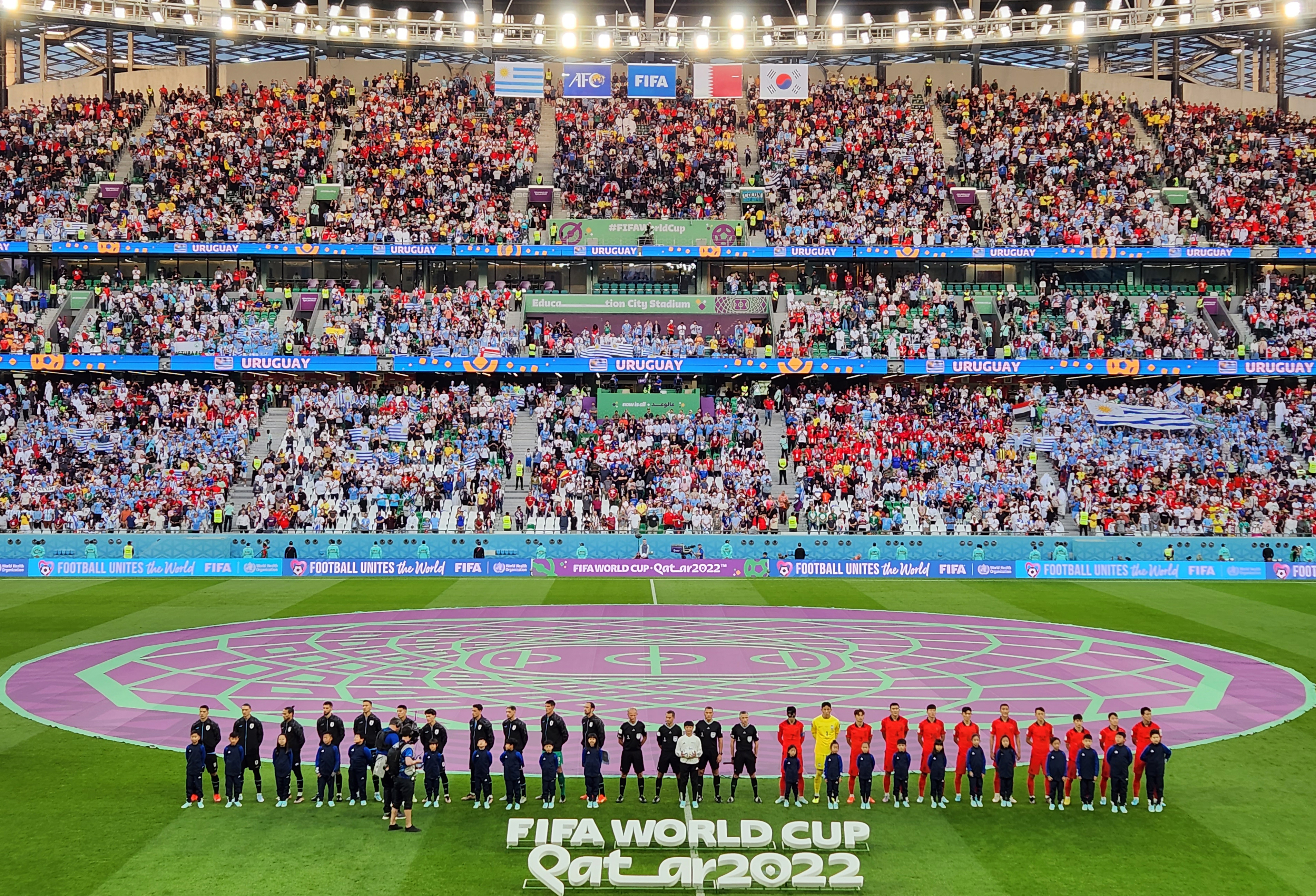
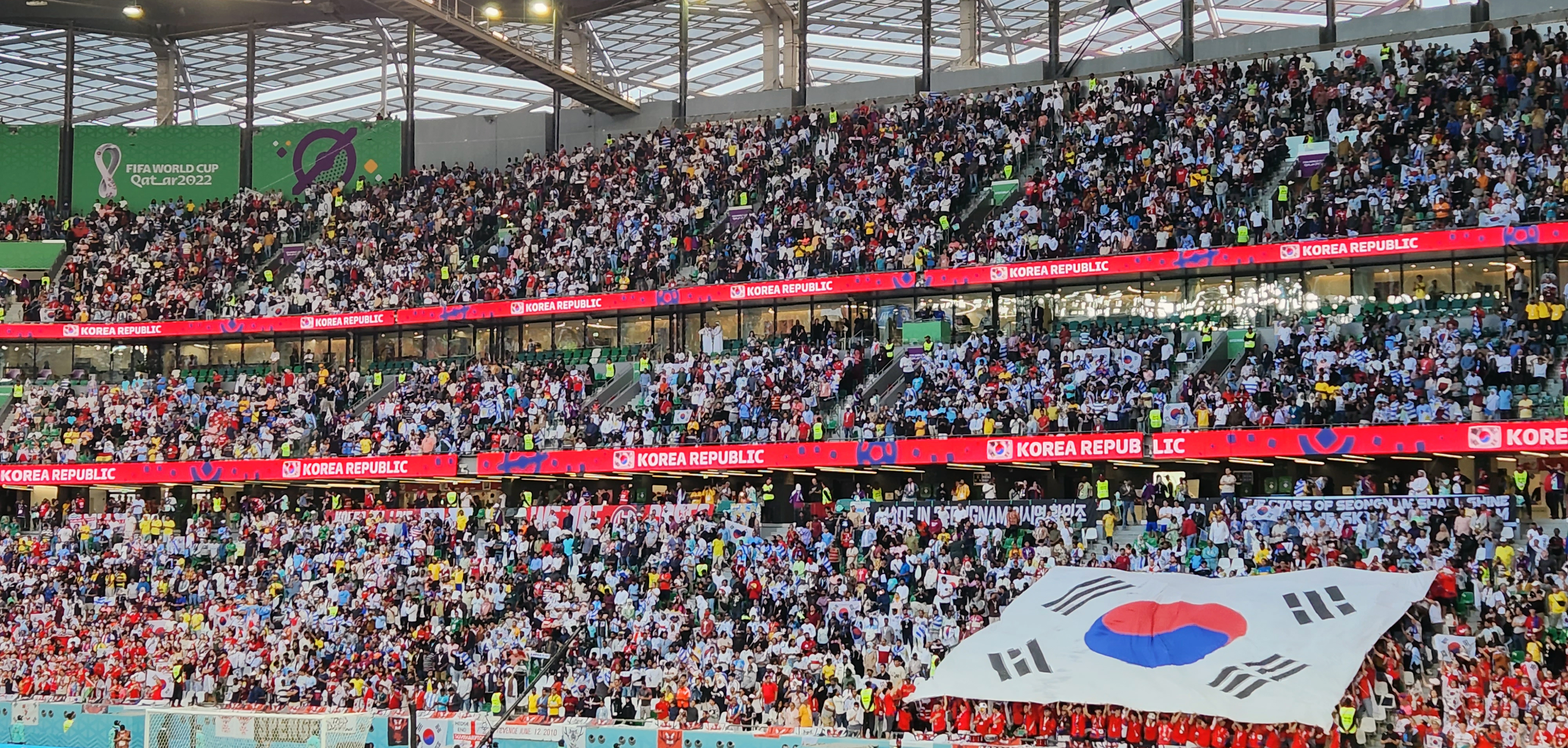
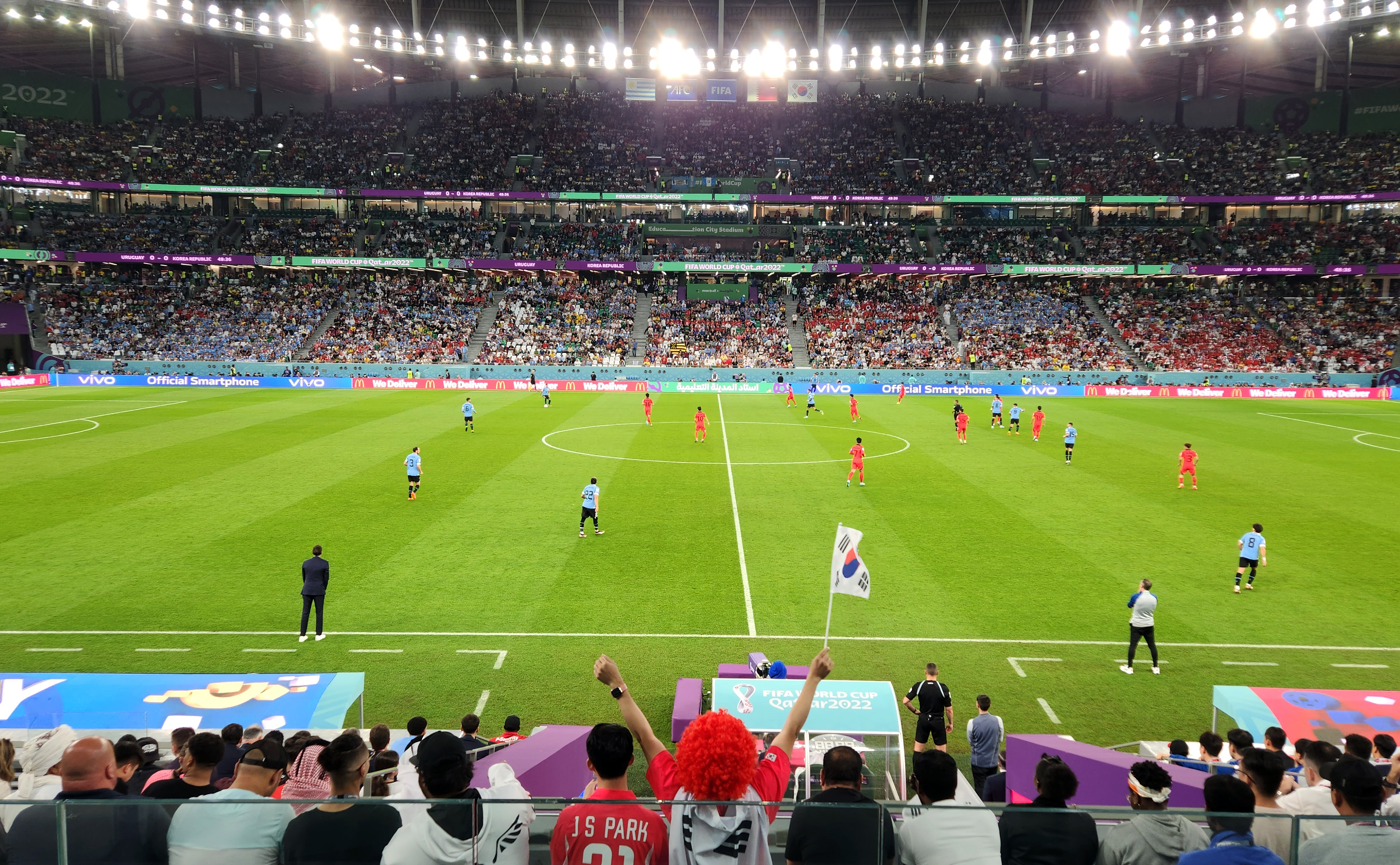

## 기록

### 2022년 FIFA 월드컵
| 날짜             | 팀 1       | 스코어      | 팀 2           | 라운드 |
| ---------------- | ---------- | ----------- | -------------- | ------ |
| 2022년 11월 22일 | 덴마크     | 0 - 0       | 튀니지         | D조    |
| 2022년 11월 24일 | 우루과이   | 0 - 0       | 대한민국       | H조    |
| 2022년 11월 26일 | 폴란드     | 2 - 0       | 사우디아라비아 | C조    |
| 2022년 11월 28일 | 대한민국   | 2 - 3       | 가나           | H조    |
| 2022년 11월 30일 | 튀니지     | 1 - 0       | 프랑스         | D조    |
| 2022년 12월 2일  | 대한민국   | 2 - 1       | 포르투갈       | H조    |
| 2022년 12월 6일  | 모로코     | 0(3) - 0(0) | 스페인         | 16강   |
| 2022년 12월 9일  | 크로아티아 | 1(4) - 1(2) | 브라질         | 8강    |